# Gmina Milo (Iowa)

Położenie Gminy Milo w hrabstwie Delaware

Gmina Milo (ang. Milo Township) – gmina w USA, w stanie Iowa, w hrabstwie Delaware. Według danych z 2000 roku gmina miała 1233 mieszkańców, a jej powierzchnia wynosi 91,91 km².